# マテウシュ・シュヴォフ
マテウシュ・シュヴォフ（ポーランド語: Mateusz Szwoch、1993年3月19日 - ）は、ポーランド・スタロガルド・グダニスキ出身のプロサッカー選手。ポーランドのヴィスワ・プウォツク所属。ポジションは、ミッドフィールダー。

## タイトル

### クラブ
アルカ・グディニャ
- ポーランド・カップ: 2016-17